# 2020년 서울국제여성영화제
제22회 서울국제여성영화제는 2020년 9월에 개최된 영화제이다. 메가박스 상암월드컵경기장, 독립영화전용관 인디스페이스에서 개최되었다.

## 수상 및 후보

### 아시아단편경쟁-관객상
- 결혼은 끝났다 - 백지은 수상

### 아시아단편경쟁-심사위원특별언급
- 호랑이와 소 - 김승희 수상

### 아시아단편경쟁-우수상
- 다신, 태어나, 다시 - 전규리 수상

### 아시아단편경쟁-최우수상
- 결혼은 끝났다 - 백지은 수상

### BNP파리바 아시아단편 우수상
- 술래 - 김도연 수상

### 포스트핀상
- 멘탈과 브레인 사이 - 김혜이 외 1명 수상
- 다큐멘터리 옥랑문화 수상작
- 장기자랑 - 이소현 외 1명 수상

### 극영화 관객인기상
- 아이 - 강동헌 외 1명 수상

### 피치 앤 캐치 상
- 디어 - 김지영 수상

### 메가박스 상
- 목격자 - 김신애 수상

### 아이틴즈 대상
- 포도알을 잡아라! - 박혜빈 수상

### 아이틴즈 우수상
- 어떻게 부를지 난감한 다큐 - 김해은 수상

### 아이틴즈 특별언급
- 솜 - 류완희 외 2명 수상

### 발견 - 감독상
- 그 여름, 가장 차가웠던 - 주순 수상

### 발견 - 심사위원상
- 속삭임 - 헤더 영 수상

### 발견 - 대상
- 언제나, 앰버! - 리아 히에탈라 외 1명 수상
- 아시아 단편경선
- 블루 - 앤 오렌
- 다신, 태어나, 다시 - 전규리
- 그녀/그 - 천 커윈
- 밀크 - 사미라미스 키아
- 미즈코 - 케이틀린 레벨로 외 1명
- 라야 - 세피데 베렌지
- 섀도우 피스 - 고토 미나미
- 더 비짓 - 아자데 무사비
- 산책하는 식물 - 가네코 유리나
- 결혼은 끝났다 - 백지은
- 다공성 계곡 2: 트릭스터 플롯 - 김아영
- 무화,이와,굄 - 박진슬
- 물건들 - 강민지
- 소녀들의 북소리 - 심수경
- 술래 - 김도연
- 우리의 낮과 밤 - 김소형
- 이별유예 - 조혜영
- 조금 부족한 여자 - 허수영
- 호랑이와 소 - 김승희

### 아이틴즈
- 어떻게 부를지 난감한 다큐 - 김해은
- 공개수업 - 김소진
- 그녀들 - 전서영
- 솜 - 류완희 외 2명
- 이사 - 이유진
- 포도알을 잡아라! - 박혜빈

### 새로운 물결
- 세계가 깨어져 열릴 때 - 캐슬린 헵번 외 1명
- 성범죄자를 잡아라 - 비트 클루삭 외 1명
- 깃발, 창공, 파티 - 장윤미
- 나이브스 앤 스킨 - 제니퍼 리더
- 유키코의 발걸음 - 하마노 사치
- 작은 아씨들 - 그레타 거윅
- 마레 - 안드레아 슈타카
- 노바 - 차오 페이
- 여자들의 로큰롤 - 프랑수아 아매넷
- 임신한 나무와 도깨비 - 김동령 외 1명
- 프록시마 - 앨리스 위노코
- 붉은 대지 - 케렌 예다야
- 심플 우먼 - 마리아 치아라 맬터
- 포화 속의 자매 - 다프네 차리자니
- 이름없는 노래 - 멜리나 리언
- 스타트 업! - 이케다 치히로
- 토니 모리슨:내 삶의 편린들 - 티모시 그린필드-샌더스
- 다라의 선택 - 기나 S. 누르
- 우먼 - 아나스타샤 미코바 외 1명
- 자나 - 안토네타 카스트라티

### 퀴어 레인보우
- 사랑하는 소녀 - 최지은 외 1명
- 우주인 조안 - 이윤정
- 리틀 걸(영어판) - 세바스티앙 리프쉬츠
- 퀴어 지니어스 - 쳇 팬케이크
- 퀴어 재팬 - 그레이엄 콜바인스
- 대중문화 퀴어링하기 - 가브리엘 질카
- 타하라 - 올리비아 피스
- 담쟁이 - 한제이
- 자유로운 삶 - 프리야 센

### 쟁점들
- 그리고 싶은 것 - 권효
- 보드랍게 - 박문칠
- 전장의 여자들 - 세키구치 노리코
- 유령을 부르며 - 전쟁, 강간, 여성에 대한 이야기 - 맨디 제이콥슨 외 1명
- 침묵 - 박수남

### 배리어프리 상영
- 피부색깔=꿀색 - 융 헤넨 외 1명

### 회고전
- 사자산하 - 베트남에서 온 손님 - 허안화
- 사자산하 - 육교 - 허안화
- 사자산하 - 길 - 허안화
- 소셜 워커 - 아시 - 허안화
- 풍겁 - 허안화
- 객도추한 - 허안화
- 이모의 포스트모던 라이프 - 허안화
- 천수위의 낮과 밤 - 허안화

### 다큐멘터리 옥랑문화상
- 우린 일회용이 아니니까 - 유혜민
- 발견
- 그 여름, 가장 차가웠던 - 주순
- 엑스터시 - 모아라 파소니
- 내가 죽기 전까지, 사랑 - 에바 마리 뢰드브로
- 속삭임 - 헤더 영
- 언제나, 앰버! - 리아 히에탈라 외 1명
- 그녀 방의 구름 - 정루신위안
- 어 피쉬 스위밍 업사이드 다운 - 엘리자 펫코바
- 판키아코 - 아나 엘레나 테헤라
- 마마, 마마, 마마 - 솔 베루에조 피숑-리비에르
- 은미 - 정지영
- 가만한 - 손모아 외 1명
- ㅅㄹ, ㅅㅇ, ㅅㄹ - 강예은
- 페미니스트 콜렉티브: 여성영화/사
- 여성, 영화사 - 마크 코신스

### 겨울환상
- 김소영
- 푸른 진혼곡 - 김소영
- 영화운동의 함성 - 이화여자대학교 영화패 누에
- 세포분열 - 이화여자대학교 영화패 누에
- 링키지: 감독X비평가
- 애국자게임 2 - 지록위마 - 경순
- 젊은이의 양지 - 신수원
- 우리집 - 윤가은
- 찬실이는 복도 많지 - 김초희
- 82년생 김지영 - 김도영
- 돈 - 박누리
- 생일 - 이종언
- 필름X젠더
- 프론트맨 - 신승은
- 허밍 - 오지수
- 백야 - 염문경
- 자매들의 밤 - 김보람